# Aaron Kovar
Aaron Kovar est un joueur américain de soccer né le 14 août 1993 à Seattle. Il évolue au poste de milieu de terrain. Formé aux Sounders de Seattle, il passe aussi par le Los Angeles FC pour sa saison inaugurale en MLS avant de prendre sa retraite à vingt-cinq ans. 

## Biographie
Le 9 janvier 2014, Kovar signe un contrat Homegrown Player avec le club des Sounders de Seattle en MLS. En manque de temps de jeu cette même année, il est prêté pour quelques jours aux Blues d'Orange County au cours du mois de juin où il participe à deux rencontres. Malgré une saison 2016 où il voit son temps de jeu accroître considérablement, Aaron Kovar n'arrive pas à s'imposer au sein de l'effectif des Sounders. Ainsi, il est prêté le 23 janvier 2018 au Los Angeles FC pour la saison 2018, la première dans l'histoire de la nouvelle franchise californienne.
Le 11 février 2019, Kovar annonce la fin de sa carrière de joueur de soccer professionnel à seulement 25 ans.